# Salmo 40
O Salmo 40 é o 40.º salmo do Livro dos Salmos, geralmente conhecido em português por seu primeiro versículo na Versão Almeida Corrigida Fiel: "Esperei com paciência no SENHOR". Na versão grega da Septuaginta da Bíblia e em sua tradução latina Vulgata, esse salmo é o Salmo 39 em um sistema de numeração ligeiramente diferente. Em latim, é conhecido como "Expectans expectavi Dominum". É descrito pela Bíblia de Jerusalém como um salmo de "ação de graças e pedido de socorro".
O Salmo 40 é usado tanto em liturgias judaicas quanto cristãs. Ele foi musicado, em cenários barrocos e na música "40" do U2, do álbum War, de 1983. Dois compositores usaram o começo do salmo para composições sinfônicas, a Sinfonia n.º 2 de Mendelssohn e a Sinfonia dos Salmos de Stravinsky.

## Texto
O Salmo 40 foi escrito originalmente na língua hebraica, e está dividido em 17 versículos.

### Versão da Bíblia Hebraica
O texto a seguir está relatado conforme o original da Bíblia Hebraica:
| Versículos | Hebraico                                                                                  |
| ---------- | ----------------------------------------------------------------------------------------- |
| 1          | קַוֺּ֣ה קִוִּ֣יתִי יְהֹוָ֑ה וַיֵּ֥ט אֵ֝לַ֗י וַיִּשְׁמַ֥ע שַׁוְעָתִֽי׃                                                       |
| 2          | וַיַּעֲלֵ֤נִי ׀ מִבּ֥וֹר שָׁאוֹן֮ מִטִּ֢יט הַיָּ֫וֵ֥ן וַיָּ֖קֶם עַל־סֶ֥לַע רַגְלַ֗י כּוֹנֵ֥ן אֲשֻׁרָֽי׃                                  |
| 3          | וַיִּתֵּ֬ן בְּפִ֨י ׀ שִׁ֥יר חָדָשׁ֮ תְּהִלָּ֢ה לֵאלֹ֫הֵ֥ינוּ יִרְא֣וּ רַבִּ֣ים וְיִירָ֑אוּ וְ֝יִבְטְח֗וּ בַּיהֹוָֽה׃                            |
| 4          | אַ֥שְֽׁרֵי הַגֶּ֗בֶר אֲשֶׁר־שָׂ֣ם יְ֭הֹוָה מִבְטַח֑וֹ וְֽלֹא־פָנָ֥ה אֶל־רְ֝הָבִ֗ים וְשָׂטֵ֥י כָזָֽב׃                                    |
| 5          | רַבּ֤וֹת עָשִׂ֨יתָ ׀ אַתָּ֤ה ׀ יְהֹוָ֣ה אֱלֹהַי֮ נִ֥פְלְאֹתֶ֥יךָ וּמַחְשְׁבֹתֶ֗יךָ אֵ֫לֵ֥ינוּ אֵ֤ין ׀ עֲרֹ֬ךְ אֵלֶ֗יךָ אַגִּ֥ידָה וַאֲדַבֵּ֑רָה עָ֝צְמ֗וּ מִסַּפֵּֽר׃ |
| 6          | זֶ֤בַח וּמִנְחָ֨ה ׀ לֹֽא־חָפַ֗צְתָּ אׇ֭זְנַיִם כָּרִ֣יתָ לִּ֑י עוֹלָ֥ה וַ֝חֲטָאָ֗ה לֹ֣א שָׁאָֽלְתָּ׃                                     |
| 7          | אָ֣ז אָ֭מַרְתִּי הִנֵּה־בָ֑אתִי בִּמְגִלַּת־סֵ֝֗פֶר כָּת֥וּב עָלָֽי׃                                                     |
| 8          | לַ֥עֲשׂוֹת־רְצוֹנְךָ֣ אֱלֹהַ֣י חָפָ֑צְתִּי וְ֝ת֥וֹרָתְךָ֗ בְּת֣וֹךְ מֵעָֽי׃                                                   |
| 9          | בִּשַּׂ֤רְתִּי צֶ֨דֶק ׀ בְּקָ֘הָ֤ל רָ֗ב הִנֵּ֣ה שְׂ֭פָתַי לֹ֣א אֶכְלָ֑א יְ֝הֹוָ֗ה אַתָּ֥ה יָדָֽעְתָּ׃                                       |
| 10         | צִדְקָתְךָ֬ לֹֽא־כִסִּ֨יתִי ׀ בְּת֬וֹךְ לִבִּ֗י אֱמוּנָתְךָ֣ וּתְשׁוּעָתְךָ֣ אָמָ֑רְתִּי לֹא־כִחַ֥דְתִּי חַסְדְּךָ֥ וַ֝אֲמִתְּךָ֗ לְקָהָ֥ל רָֽב׃               |
| 11         | אַתָּ֤ה יְהֹוָ֗ה לֹֽא־תִכְלָ֣א רַחֲמֶ֣יךָ מִמֶּ֑נִּי חַסְדְּךָ֥ וַ֝אֲמִתְּךָ֗ תָּמִ֥יד יִצְּרֽוּנִי׃                                       |
| 12         | כִּ֤י אָפְפֽוּ־עָלַ֨י ׀ רָע֡וֹת עַד־אֵ֬ין מִסְפָּ֗ר הִשִּׂיג֣וּנִי עֲ֭וֺנֹתַי וְלֹא־יָכֹ֣לְתִּי לִרְא֑וֹת עָצְמ֥וּ מִשַּׂעֲר֥וֹת רֹ֝אשִׁ֗י וְלִבִּ֥י עֲזָבָֽנִי׃ |
| 13         | רְצֵ֣ה יְ֭הֹוָה לְהַצִּילֵ֑נִי יְ֝הֹוָ֗ה לְעֶזְרָ֥תִי חֽוּשָׁה׃                                                        |
| 14         | יֵ֘בֹ֤שׁוּ וְיַחְפְּר֨וּ ׀ יַחַד֮ מְבַקְשֵׁ֥י נַפְשִׁ֗י לִסְפּ֫וֹתָ֥הּ יִסֹּ֣גוּ אָ֭חוֹר וְיִכָּלְמ֑וּ חֲ֝פֵצֵ֗י רָעָתִֽי׃                           |
| 15         | יָ֭שֹׁמּוּ עַל־עֵ֣קֶב בׇּשְׁתָּ֑ם הָאֹמְרִ֥ים לִ֝֗י הֶ֘אָ֥ח ׀ הֶאָֽח׃                                                     |
| 16         | יָ֘שִׂ֤ישׂוּ וְיִשְׂמְח֨וּ ׀ בְּךָ֗ כׇּֽל־מְבַ֫קְשֶׁ֥יךָ יֹאמְר֣וּ תָ֭מִיד יִגְדַּ֣ל יְהֹוָ֑ה אֹ֝הֲבֵ֗י תְּשׁוּעָתֶֽךָ׃                             |
| 17         | וַאֲנִ֤י ׀ עָנִ֣י וְאֶבְיוֹן֮ אֲדֹנָ֢י יַחֲשׇׁ֫ב־לִ֥י עֶזְרָתִ֣י וּמְפַלְטִ֣י אַ֑תָּה אֱ֝לֹהַ֗י אַל־תְּאַחַֽר׃                             |

### Versão Almeida Corrigida Fiel
O texto a seguir está relatado conforme a versão Almeida Corrigida Fiel:
1. Esperei com paciência no SENHOR, e ele se inclinou para mim, e ouviu o meu clamor.
2. Tirou-me dum lago horrível, dum charco de lodo, pôs os meus pés sobre uma rocha, firmou os meus passos.
3. E pôs um novo cântico na minha boca, um hino ao nosso Deus; muitos o verão, e temerão, e confiarão no Senhor.
4. Bem-aventurado o homem que põe no Senhor a sua confiança, e que não respeita os soberbos nem os que se desviam para a mentira.
5. Muitas são, Senhor meu Deus, as maravilhas que tens operado para conosco, e os teus pensamentos não se podem contar diante de ti; se eu os quisera anunciar, e deles falar, são mais do que se podem contar.
6. Sacrifício e oferta não quiseste; os meus ouvidos abriste; holocausto e expiação pelo pecado não reclamaste.
7. Então disse: Eis aqui venho; no rolo do livro de mim está escrito.
8. Deleito-me em fazer a tua vontade, ó Deus meu; sim, a tua lei está dentro do meu coração.
9. Preguei a justiça na grande congregação; eis que não retive os meus lábios, Senhor, tu o sabes.
10. Não escondi a tua justiça dentro do meu coração; apregoei a tua fidelidade e a tua salvação. Não escondi da grande congregação a tua benignidade e a tua verdade.
11. Não retires de mim, Senhor, as tuas misericórdias; guardem-me continuamente a tua benignidade e a tua verdade.
12. Porque males sem número me têm rodeado; as minhas iniqüidades me prenderam de modo que não posso olhar para cima. São mais numerosas do que os cabelos da minha cabeça; assim desfalece o meu coração.
13. Digna-te, Senhor, livrar-me: Senhor, apressa-te em meu auxílio.
14. Sejam à uma confundidos e envergonhados os que buscam a minha vida para destruí-la; tornem atrás e confundam-se os que me querem mal.
15. Desolados sejam em pago da sua afronta os que me dizem: Ah! Ah!
16. Folguem e alegrem-se em ti os que te buscam; digam constantemente os que amam a tua salvação: Magnificado seja o Senhor.
17. Mas eu sou pobre e necessitado; contudo o Senhor cuida de mim. Tu és o meu auxílio e o meu libertador; não te detenhas, ó meu Deus.

## Autoria e estrutura
Por seu cabeçalho ("Ao mestre de canto. Salmo de Davi", conforme a versão Almeida Revista e Atualizada) este salmo é atribuído ao Rei Davi. A primeira parte do Salmo (versículos 1–11) é uma na série de salmos de ação de graças de um indivíduo. Os versículos 13–17, possivelmente definidos originalmente em um contexto de Salmo independente, são quase idênticos ao Salmo 70. Esta parte pertence mais ao grupo de salmos de lamento. O pastor Matthew Henry divide o salmo em três seções:
- Confiança para libertação (versículos 1–5)
- A obra de redenção de Cristo (6–10)
- Uma oração por misericórdia e graça (11–17)

## Interpretação
Alguns escritores, incluindo o autor da Epístola aos Hebreus, veem os versículos 6–8 ou 6–9 como proféticos de Jesus ou messiânicos.
O avivacionista John Wesley via esse salmo como uma oração de salvação.

## Usos

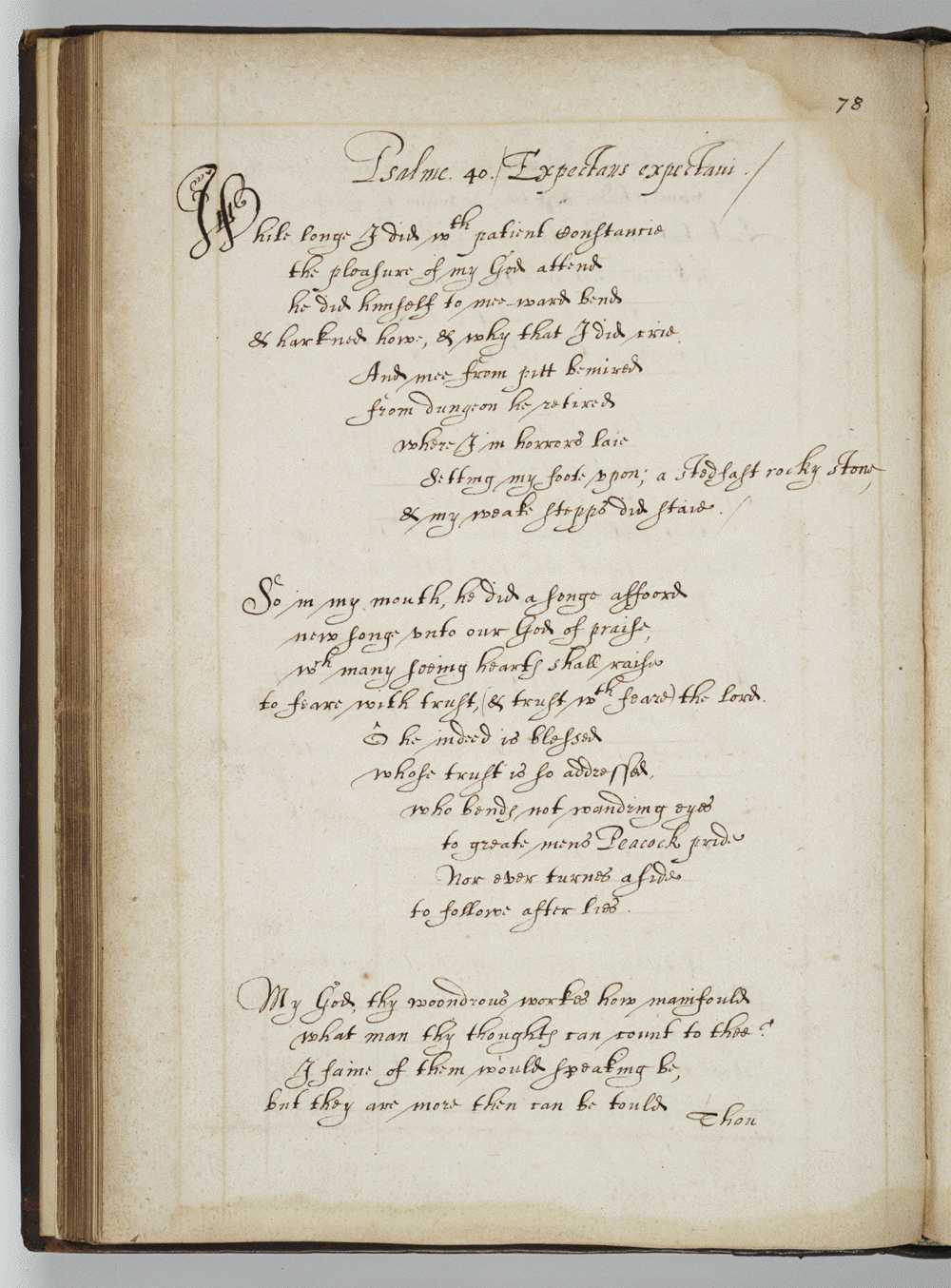
Manuscrito do Salmo 40 dos Salmos de Sidney (século XVI), Biblioteca do Trinity College MS R. 3. 16, p. 78

### Judaísmo
O versículo 2 é encontrado na repetição da Amidá durante a Rosh Hashaná.
O versículo 12 é o segundo verso do V'hu Rachum no Pesukei dezimra, e o longo Tachanun recitado às segundas e quintas-feiras.

### Novo Testamento
Os versículos 6–8 é citado em Hebreus 10:5–7.
O versículo "Deleito-me em fazer a tua vontade" (versículo 8) também é contrastado com aqueles que se deleitam no mal do salmista ("os que me dizem: Ah! Ah!" – versículo 15). Isso se soma a esta imagem que aponta para as conspirações contra e a traição de Jesus. O salmo seguinte (Salmo 41) também é visto pelo Novo Testamento como um sinal da traição de Jesus por Judas Iscariotes.

### Livro de Oração Comum
No Livro de Oração Comum da Igreja da Inglaterra, este salmo é designado para ser lido na manhã do oitavo dia do mês, bem como nas Matinas da Sexta-feira Santa.

### Música
Heinrich Schütz escreveu uma configuração de uma paráfrase do Salmo 40 em alemão, "Ich harrete des Herren", SWV 137, para o Becker Psalter, publicado pela primeira vez em 1628. Mendelssohn usou o começo em alemão como o texto para o quinto movimento de sua Lobgesang. Os mesmos versos em latim formam o texto do segundo movimento da Sinfonia dos Salmos de Stravinsky.
O Salmo foi usado na música "40" do U2, a faixa final de seu álbum War, de 1983.
Uma canção dos The Mountain Goats intitulada "Salmo 40:2" aparece em seu álbum de The Life of the World to Come, de 2009, inspirada por este verso.